# (14492) Bistar
Pour les articles homonymes, voir Bistar (homonymie).
(14492) Bistar est un astéroïde de la ceinture principale.

## Description
(14492) Bistar est un astéroïde de la ceinture principale. Il fut découvert le 4 novembre 1994 à Kitami par Kin Endate et Kazuro Watanabe. Il présente une orbite caractérisée par un demi-grand axe de 2,74 UA, une excentricité de 0,25 et une inclinaison de 7,3° par rapport à l'écliptique.

## Compléments